# Beth Littleford
Beth Littleford, nata Elizabeth Anna Halcyon Littleford (Nashville, 17 luglio 1968), è un'attrice e personaggio televisivo statunitense.

## Filmografia parziale

### Cinema
- Il mio campione (A Cool, Dry Place), regia di John N. Smith (1998)
- 24 ore donna (The 24 Hour Woman), regia di Nancy Savoca (1999)
- Mystery, Alaska, regia di Jay Roach (1999)
- Drillbit Taylor - Bodyguard in saldo (Drillbit Taylor), regia di Steven Brill (2008)
- Crazy, Stupid, Love, regia di Glenn Ficarra e John Requa (2011)
- Comic Movie (Movie 43), registi vari (2013)
- I'll Be Next Door for Christmas, regia di David Jay Willis (2018)
- A casa con l'assassino (Home Is Where the Killer Is), regia di Kaila York (2019)
- Senior Moment, regia di Giorgio Serafini (2021)

### Televisione
- Spin City - 8 episodi (1998-2000)
- One on One - 4 episodi (2003-2004)
- Method & Red - 13 episodi (2004)
- Ben 10: Race Against Time - film TV (2007)
- Colpita da una stella (StarStruck) - film TV (2010)
- CSI: Miami - serie TV, episodio 9x05 (2010)
- CSI - Scena del crimine (CSI) - serie TV, episodio 10x18 (2010)
- I'm in the Band - 7 episodi (2009-2011)
- Hard Times - Tempi duri per RJ Berger (The Hard Times of RJ Berger) - 20 episodi (2010-2011)
- Cane con un blog (Dog with a Blog) - 69 episodi (2012-2015)
- Love, Victor - 4 episodi (2020-2021)

### Programmi TV
- The Daily Show - 151 episodi (1996-2000) - corrispondente

## Doppiatrici italiane
Nelle versioni in italiano delle opere in cui ha recitato, Beth Littleford è stata doppiata da:
- Isabella Pasanisi in Mystery. Alaska
- Alessandra Cassioli in CSI: Miami
- Valeria Perilli in CSI - Scena del crimine
- Daniela Calò in Desperate Housewives
- Tiziana Avarista in Amiche per la morte - Dead to Me